# Oskari Mantere
Oskari Mantere, né le 18 septembre 1874 à Hausjärvi et mort le 9 décembre 1942 à Helsinki, est un homme d'État finlandais, membre du Parti progressiste national (KE),.

## Carrière politique
Oskari Mantere est député du Parti progressiste national pour la circonscription du Häme du 1er avril 1919 au 31 août 1939.
Il est Premier ministre du Gouvernement Mantere du 22 décembre 1928 au 16 août 1929, Ministre des Affaires sociales du gouvernement Kallio I (14.11.1922–18.01.1924), vice-Ministre de l'Éducation du gouvernement Ingman II (22.11.1924–31.03.1925) et Ministre de l'Éducation du gouvernement Kivimäki (14.12.1932–07.10.1936).